# Roggenbach (Adelsgeschlecht)

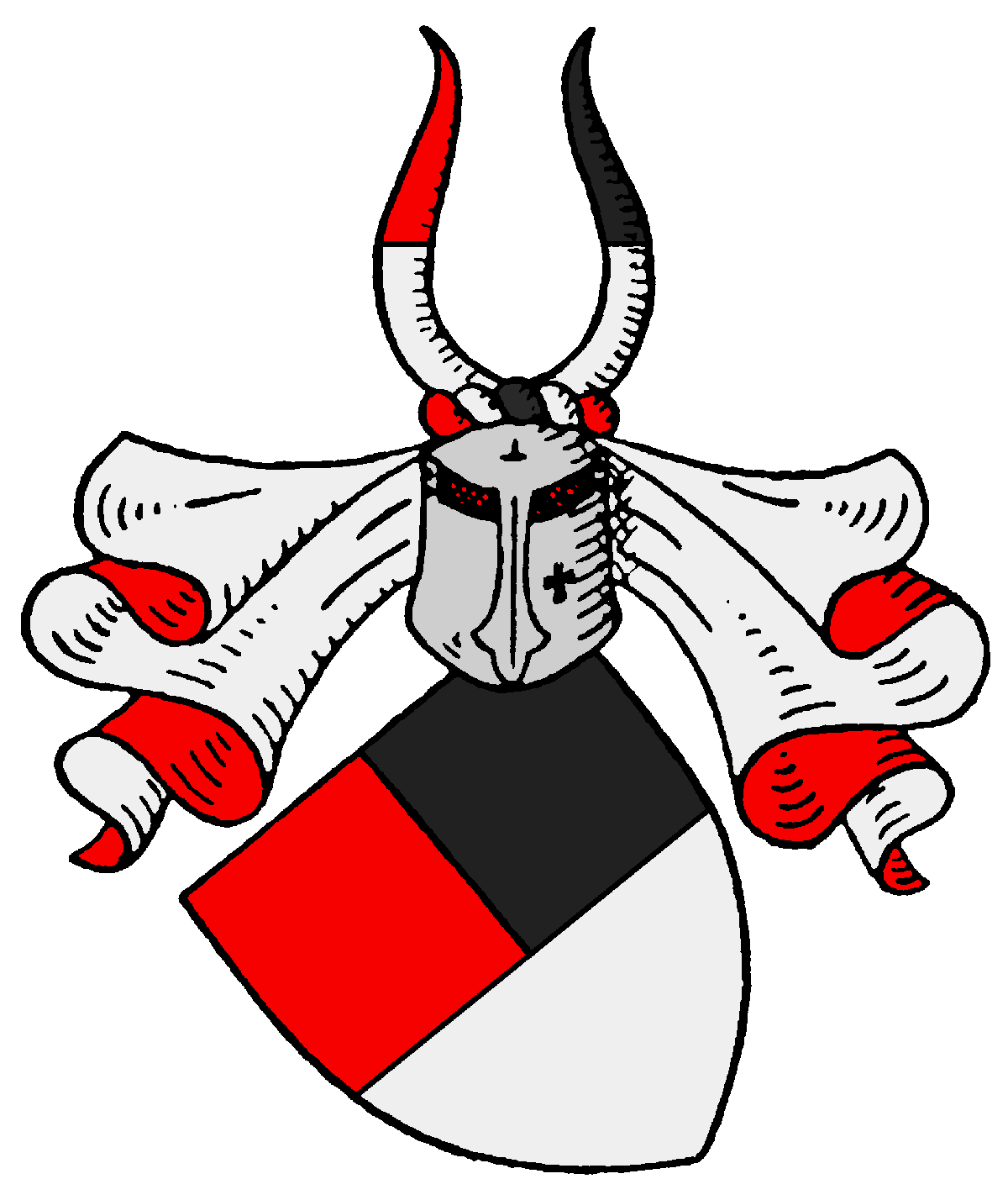
Stammwappen derer von Roggenbach

Roggenbach ist der Name eines alten alemannischen Adelsgeschlechts dessen Stammschloss im Albgau lag.

## Der Name
Der Name Roggenbach kommt in Urkunden in vielfältiger Schreibweise vor (Roccenbach, Rockenbach, Roggebach, Rocgenbach, Rochembach, Roggimbach, Rockimbach, Rockinbach, Roggenbahe). Eine Deutung der Namensherkunft bezieht sich auf das keltische Wort Rocan für Bauernhütte. Eine andere Deutung bezieht sich auf das keltische Wort Rock für Fels, wonach Roggenbach der vom Bach umspülte Felsen wäre, was auf die von der Steina umspülten Felsen der Burg Roggenbach zutreffen würde.

## Geschichte
Das Geschlecht erscheint erstmals urkundlich 1132 mit Werner von Roggenbach, der in engem Zusammenhang mit Herzog Berthold IV. von Zähringen auftritt und mit dem die Stammreihe beginnt. Im Laufe der Zeit bildeten sich mehrere Nebenlinien, die jedoch alle in männlicher Linie untergegangen sind – einzig die ältere Schopfheimer Linie besteht weiter.
Lange Zeit war umstritten, wo der Stammsitz der Herren von Roggenbach lag. Vielfach wurde und wird die Burg Roggenbach bei Bonndorf als Stammsitz genannt, was aber in der neueren Literatur ausgeschlossen wird. Stattdessen wird die abgegangene Burg Roggenbach in Unterkirnach als Stammsitz angesehen.

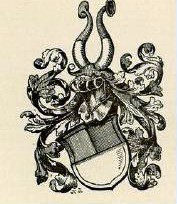
Wappen derer von Roggenbach

## Wappen
Der Schild des heraldsamtlich bestätigten Wappens der Freiherren von Roggenbach ist waagerecht geteilt. Oben in Rot (links = heraldisch rechts) und Schwarz (rechts = heraldisch links) gespalten, die untere Schildhälfte in Silber ohne Bild. Auf dem geschlossenen Turnierhelm mit rot-silbernen Decken zwei Büffelhörner, das rechte von Rot und Silber, das linke von Schwarz und Silber geteilt.
Das Wappen der Freiherren von Roggenbach wird in Adelslexika und Wappenbüchern teilweise mit falscher Farbfolge dargestellt. Die korrekte Beschreibung findet sich bei Max Freiherr von Roggenbach: Chronik der Freiherrlichen Familie von Roggenbach, Freiburg im Breisgau 1888, S. 27

## Bedeutende Namensträger
- Johann Konrad I. von Roggenbach; Bischof von Basel 1656–1693
- Johann Hartmann von Roggenbach, war 1666–1685 Landkomtur der Deutschordensballei Schwaben-Elsass-Burgund
- Sigismund von Roggenbach; Bischof von Basel 1782–1794
- Adam Xaver von Roggenbach; Oberhofmarschall des Fürstbistums Basel; Vater von August von Roggenbach
- August von Roggenbach (1798–1854), badischer Kriegsminister
- Franz von Roggenbach, badischer Außenminister 1861–1865